# أمتعة السفر

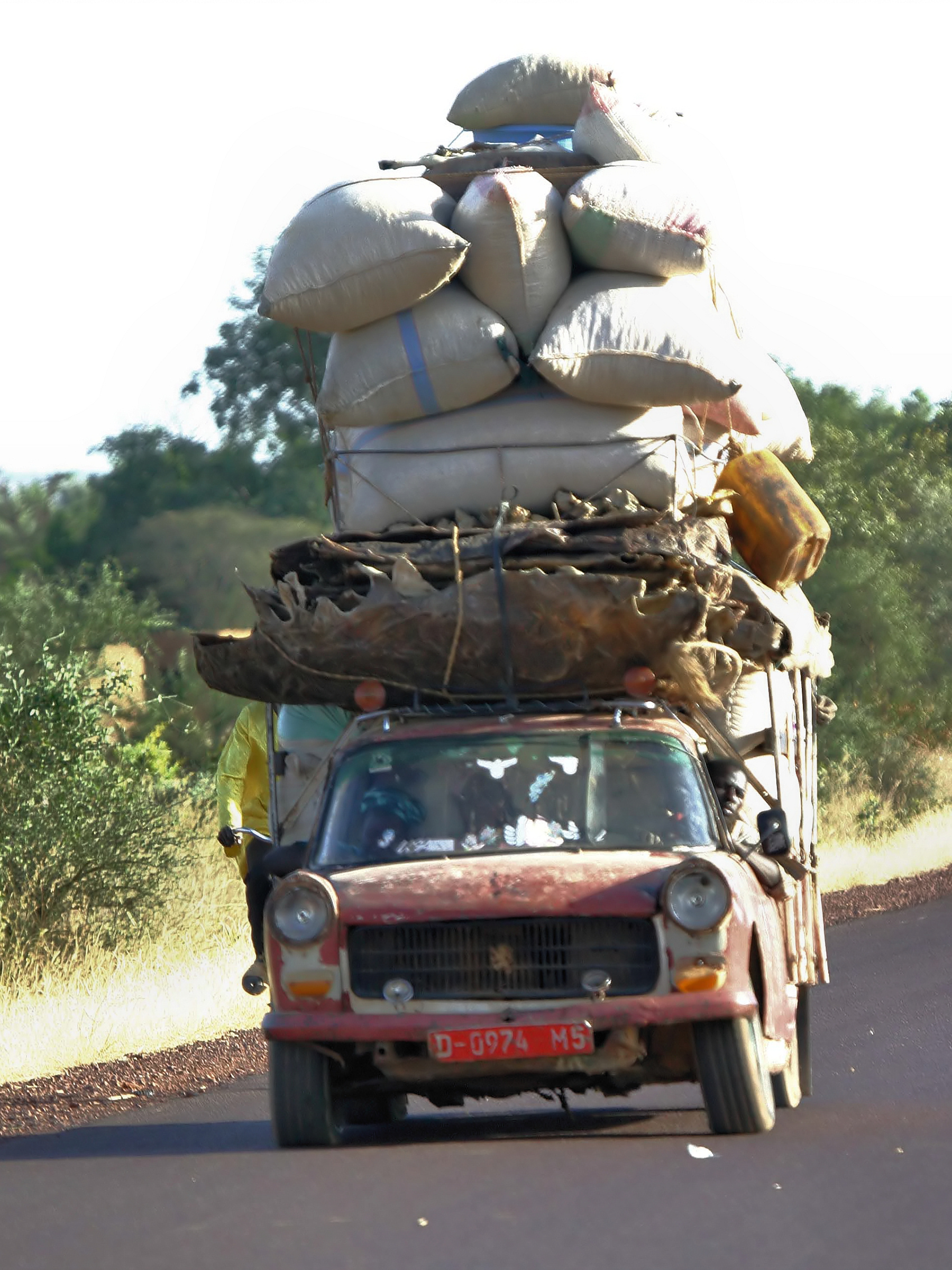
سيارة محملة بأمتعة سفر.

أمتعة السفر وهو ما يستخدمه الشخص لحزم أمتعتهم عند السفر.

## حزم الأمتعة
يمكن حزم أمتعة السفر باستخدام حاويات عدة مثل:
- الحقيبة وهي متاع صغير، يستخدم عادة لحمل الملابس والملحقات وما إلى ذلك.
- حقيبة الملابس هي الحقيبة الأكبر وغالبا ما تستخدم لحمل الملابس الكثيرة.
- الصندوق وهو كبير جدًا، ويستخدم غالبًا لنقل الأغراض في السفن عبر المحيطات، وهو الأقل شيوعًا في القرن الواحد والعشرين.

## تاريخيًا
تغيرت طرق حزم الأمتعة على مر التاريخ، حيث أخدت مجموعة من الأشكال، لكن الحقيبة والصندوق الخشبي أو المصنوع من مواد معدنية أخرى كانا أشهر هذه الأمتعة؛ خاصة في القرن الحادي والعشرين.
بعد نهاية الحرب العالمية الثانية، حدث تغيير كبير في حزم الأمتعة، حيث بات الأشخاص يعتمدون بشكل كبير على حقائب صغيرة من ناحية الحجم؛ يستطيع الجميع حملها.
شيئا فشيئا حدث تغيير جدري في نوعية الحقائب، حيث صُنعت حقائب يدوية خاصة بالنساء، كما تم إنتاج حقائب كبيرة نسبيا حتى يستطيع المسافر خاصة في الطائرة حمل كل أشيائه في حقيبة واحدة دون الحاجة لشراء عدد كبير من الحقائب.